# Gonomyia (Leiponeura) sagittifera
Gonomyia (Leiponeura) sagittifera is een tweevleugelige uit de familie steltmuggen (Limoniidae). De soort komt voor in het Oriëntaals gebied.